# Sulhamstead Bannister Upper End
Sulhamstead Bannister Upper End – osada w Anglii, w hrabstwie ceremonialnym Berkshire, w dystrykcie (unitary authority) West Berkshire, w civil parish Sulhamstead. Leży 9 km od miasta Reading. W 1931 roku civil parish liczyła 125 mieszkańców.